# Comitas onokeana
Comitas onokeana är en snäckart. Comitas onokeana ingår i släktet Comitas och familjen Turridae. Utöver nominatformen finns också underarten C. o. vivens.